# More (Unix)

Comanda UNIX more tipărește pe ecran conținutul unui fișier. Fișierul este tipărit pagină cu pagină, de aceea mai poartă și numele de terminal pager sau pe scurt pager.

## Istorie
Comanda more a fost original implementată de Daniel Halbert, student la Universitatea Berkeley din California în anul 1978 și a fost introdusă în versiunea BSD 3.0. De acolo s-a răspândit în toate celelalte variante UNIX, devenind o comandă UNIX standard. O comandă similară intitulată less a fost implementată de Mark Nudelman în perioada 1983-85, și este de asemenea o comandă UNIX standard. Spre de osebire de more, less permite și navigarea înapoi prin fișier.

## Syntaxă
```
more [opțiuni] fișiere
```

Dintre opțiunile cele mai des folosite amintim:
-num - numărul de linii de ecran, folosită în cazul în care comanda nu poate să detecteze dimensiunea ecranului

## Exemple
```
more file
```

echivalent cu
```
cat file | more
```